# Lista siturilor arheologice din județul Covasna - I
Lista siturilor arheologice din județul Covasna - I conține toate siturile arheologice din județul Covasna înscrise în Repertoriul Arheologic Național (RAN) și aflate în localități al căror nume începe cu litera I. RAN este administrat de Ministerul Culturii și Patrimoniului Național și cuprinde date științifice, cartografice, topografice, imagini și planuri, precum și orice alte informații privitoare la zonele cu potențial arheologic, studiate sau nu, încă existente sau dispărute.
Puteți căuta un sit din localitățile care încep cu litera I folosind formularul de mai jos sau puteți naviga prin toate siturile din județ la Lista siturilor arheologice din județul Covasna.
| Cod RAN                               | Denumire | Localitate                  | Adresă             | Datare                              | Descoperit | Coordonate                                    | Imagine           | Erori            |
| ------------------------------------- | --- | --------------------------- | ------------------ | ----------------------------------- | ---------- | --------------------------------------------- | ----------------- | ---------------- |
| 64434.01.01 (Cod LMI: CV-I-s-B-13060) | Așezarea geto-dacică de la Ilieni - "Roata de Fier" / ansamblu anonim (Categorie: locuire civilă) (Tip: Așezare)                        | sat Ilieni, comuna Ilieni   | Roata de Fier      | geto-dacică sec.I î.Chr. - I d.Chr. |            |                                               | Încărcați imagine | Raportați eroare |
| 64434.02.01                           | Necropola de la Ilieni / ansamblu anonim (Categorie: descoperire funerară) (Tip: Necropolă)                                             | sat Ilieni, comuna Ilieni   |                    |                                     |            |                                               | Încărcați imagine | Raportați eroare |
| 64167.01.01                           | Așezarea neolitică de la Imeni - "Cimitirul reformat" / ansamblu anonim (Categorie: locuire civilă) (Tip: Așezare)                      | sat Imeni, comuna Catalina  | Cimitirul reformat | Starčevo - Criș - IV A              | 1902       | 45°56′24″N 26°10′03″E / 45.93988°N 26.16754°E | Încărcați imagine | Raportați eroare |
| 64167.02.01                           | Locuirea Noua de la Imeni / ansamblu anonim (Categorie: locuire) (Tip: Locuire)                                                         | sat Imeni, comuna Catalina  |                    | Noua                                |            |                                               | Încărcați imagine | Raportați eroare |
| 64167.03.01                           | Depozitul de bronzuri de la Imeni / ansamblu anonim (Categorie: depozit/tezaur) (Tip: depozit de bronzuri)                              | sat Imeni, comuna Catalina  | loc neprecizat     | - A                                 |            |                                               | Încărcați imagine | Raportați eroare |
| 64229.01.01                           | Așezarea geto-dacică de la Icafalău - "Izvor" / ansamblu anonim (Categorie: locuire civilă) (Tip: Așezare)                              | sat Icafalău, comuna Cernat | Izvor              | dacică                              |            |                                               | Încărcați imagine | Raportați eroare |
| 64229.02.01                           | Biserica în stil romanic de la Icafalău / ansamblu Ruinele bisericii romanice (Categorie: structură de cult/religioasă) (Tip: Biserică) | sat Icafalău, comuna Cernat |                    | sec. XIII                           |            |                                               | Încărcați imagine | Raportați eroare |
| 64229.03.01                           | Locuirea hallstattiană de la Icafalău / ansamblu anonim (Categorie: locuire) (Tip: Locuire)                                             | sat Icafalău, comuna Cernat |                    |                                     |            |                                               | Încărcați imagine | Raportați eroare |
| 64434.03.01                           | Așezarea Starcevo-Criș de la Ilieni - "Orașul Rotund" / ansamblu anonim (Categorie: locuire civilă) (Tip: Așezare)                      | sat Ilieni, comuna Ilieni   | Orașul Rotund      | Starčevo - Criș                     |            |                                               | Încărcați imagine | Raportați eroare |
| 64434.04.01                           | Situl arheologic de la Ilieni - "Dealul Izvorului" / ansamblu anonim (Categorie: locuire civilă) (Tip: Așezare)                         | sat Ilieni, comuna Ilieni   | Dealul Izvorului   | Cucuteni - Ariușd - A               |            |                                               | Încărcați imagine | Raportați eroare |
| 64434.04.02                           | Situl arheologic de la Ilieni - "Dealul Izvorului" / ansamblu anonim (Categorie: locuire civilă) (Tip: Așezare)                         | sat Ilieni, comuna Ilieni   | Dealul Izvorului   | Coțofeni                            |            |                                               | Încărcați imagine | Raportați eroare |
| 64434.04.03                           | Situl arheologic de la Ilieni - "Dealul Izvorului" / ansamblu anonim (Categorie: locuire civilă) (Tip: Sit)                             | sat Ilieni, comuna Ilieni   | Dealul Izvorului   |                                     |            |                                               | Încărcați imagine | Raportați eroare |